# Jerzy Jarzębski

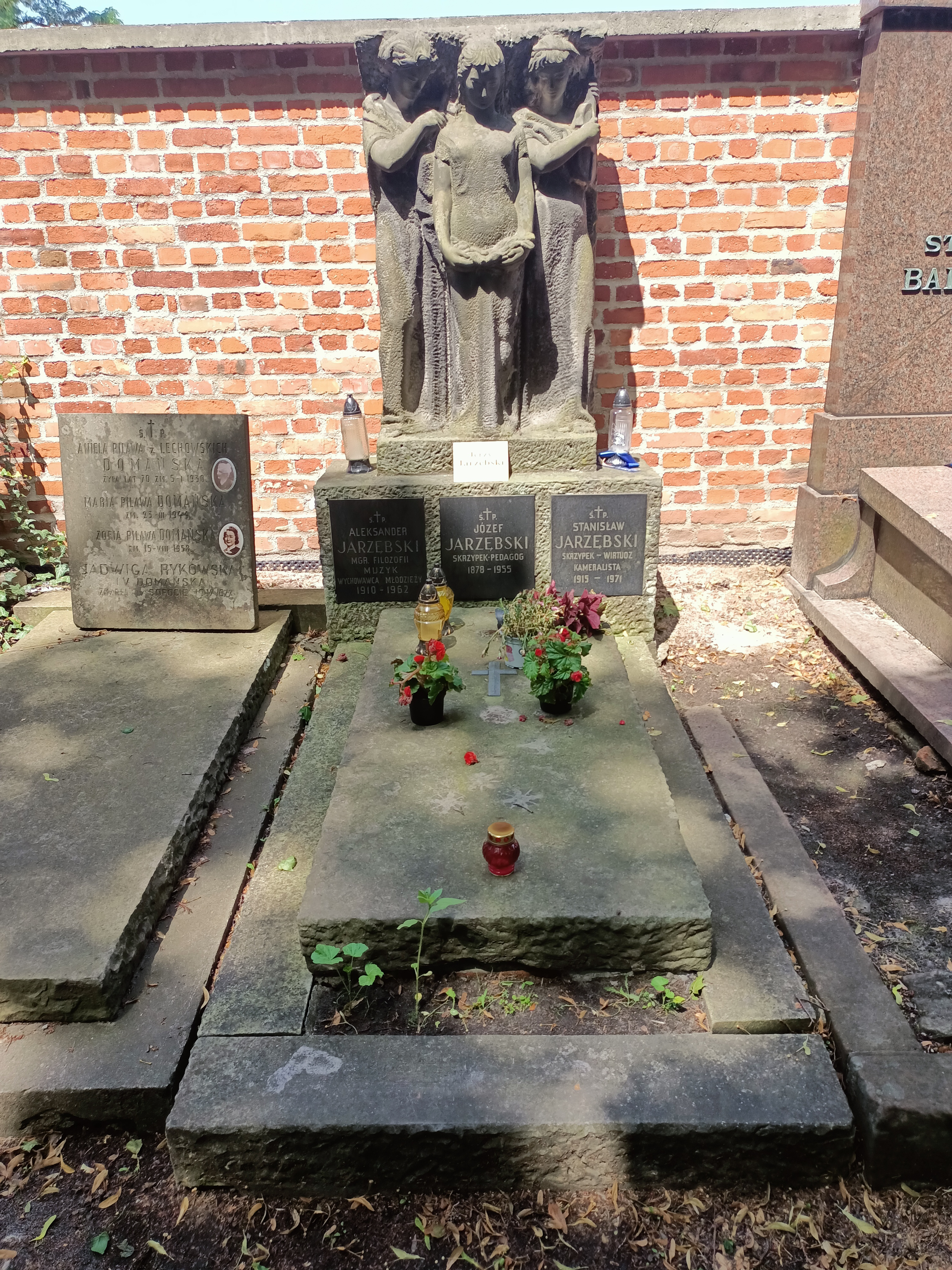
Grób Jerzego Jarzębskiego na Cmentarzu Powązkowskim w Warszawie

Jerzy Jarzębski (ur. 22 sierpnia 1947 w Bytomiu, zm. 25 lutego 2024) – polski krytyk i historyk literatury specjalizujący się w twórczości Witolda Gombrowicza, Brunona Schulza i Stanisława Lema, profesor nauk humanistycznych, nauczyciel akademicki Uniwersytetu Jagiellońskiego i Państwowej Wyższej Szkoły Wschodnioeuropejskiej w Przemyślu.

## Życiorys
Absolwent studiów polonistycznych na Uniwersytecie Jagiellońskim (1971), studiował na tej uczelni także filozofię. Tamże habilitował się w 1993 w zakresie literaturoznawstwa na podstawie pracy "Prawda" w prozie XX wieku. Znawca twórczości Witolda Gombrowicza, Brunona Schulza i Stanisława Lema. Jako krytyk najczęściej zajmował się współczesną prozą. W 1998 otrzymał tytuł profesora nauk humanistycznych. Emerytowany profesor zwyczajny na Wydziale Polonistyki Uniwersytetu Jagiellońskiego, (wykładał m.in. w Studium Literacko-Artystycznym) i w Instytucie Polonistyki Państwowej Wyższej Szkoły Wschodnioeuropejskiej w Przemyślu. W 1998 wykładał przez semestr letni na Uniwersytecie Harvarda, zastępując Stanisława Barańczaka, w semestrze zimowym 2000–2001 visiting professor na Uniwersytecie Hebrajskim w Jerozolimie. Wykładał gościnnie na kilkudziesięciu wyższych uczelniach Europy, Azji i obydwu Ameryk. Jego prace tłumaczono na 20 języków.
W latach 2001–2003 członek jury Nagrody Literackiej Nike, W 2008 roku członek jury Nagrody Mediów Publicznych w dziedzinie literatury pięknej COGITO. Od 2016 roku przewodził jury Nagrody im. Witolda Gombrowicza za debiut prozatorski.
W 1984 otrzymał Nagrodę Wydziału I PAN im. Aleksandra Brucknera, w 1985 roku został laureatem Nagrody Fundacji im. Kościelskich (od 1993 był jej jurorem), w 1991 roku uhonorowano go Nagrodą im. Kazimierza Wyki, a w marcu 2003 został laureatem nagrody Krakowska Książka Miesiąca za książkę Wszechświat Lema. W 2006 nominowany do Nagrody Literackiej Nike za Prowincję Centrum.
Wśród wypromowanych przez niego doktorów jest m.in. Jakub Momro.

## Publikacje
- Gra w Gombrowicza (1982)
- Powieść jako autokreacja (1984)
- Zufall und Ordnung. Zum Werk Stanislaw Lems (1986)
- W Polsce, czyli wszędzie. Studia o polskiej prozie współczesnej (1992)
- Apetyt na Przemianę. Notatki o prozie współczesnej (1997)
- Pożegnanie z emigracją. O powojennej prozie polskiej (1998)
- Schulz (2000)
- Podglądanie Gombrowicza (2000)
- Wszechświat Lema (2002)
- Słownik schulzowski (wraz z Włodzimierzem Boleckim i Stanisławem Rośkiem, 2003)
- Gombrowicz (2004)
- Proza dwudziestolecia (2005)
- Prowincja Centrum. Przypisy do Schulza (2005)
- Natura i teatr. 16 tekstów o Gombrowiczu (2007)
- Proza: wykroje i wzory (2016)
- Schulzowskie miejsca i znaki (2016)
- Gry poetyckie i teatralne (2018)
- Miasta – rzeczy – przestrzenie (2019)